# 孙瑜 (导演)

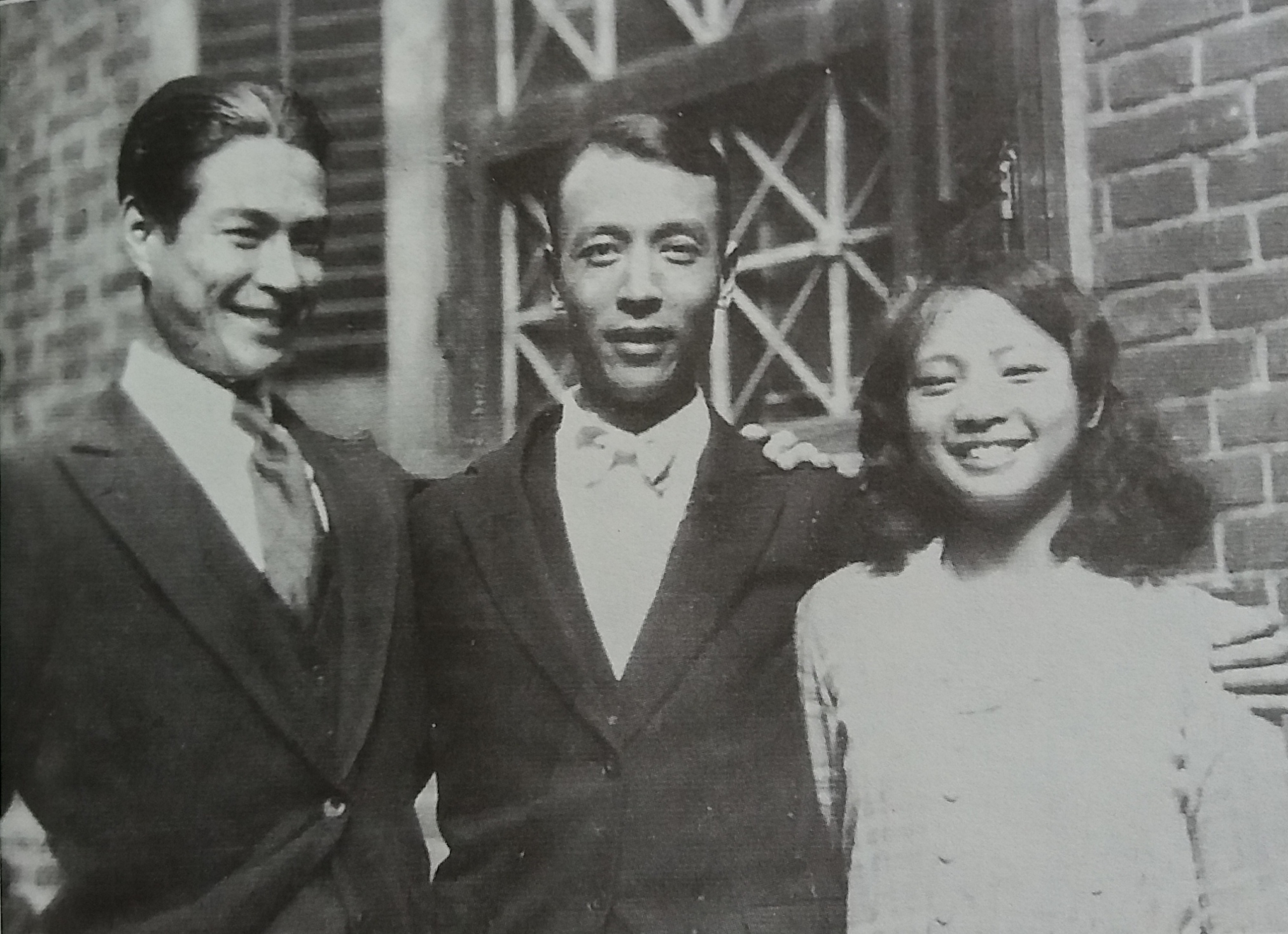
1934年孙瑜（中）与金焰（左一）和王人美（右一）

孙瑜（1900年3月21日—1990年7月1日），原名孙成玙，男，生于重庆，原籍四川贡井，电影导演，联华影业公司新派导演的代表。

## 生平
原籍四川省自贡市贡井区。1900年生于重庆。父亲是学者，曾执教大学多年，因此自小饱受中国古典诗书的熏陶。少时曾入富顺江阳书院学习，1914年入天津南开中学，1920年入北京清华大学文科。由于受五四运动的影响，具有爱国反帝思想，毕业后孙瑜通过公费留学赴美国威斯康星大学就读大三，后转入美国哥伦比亚大学攻读电影，以期用电影来表现他的爱国情绪和思想。

## 电影作品
孙瑜编导的第一部影片是《潇湘泪》，而真正开始体现孙瑜新派风格的是他在联华公司导演的《野草闲花》和《小玩意》。《野草闲花》描写一个反抗包办婚姻而离家出走的有钱少爷，爱上一个街头卖花女的故事。在少爷的帮助下，卖花女成了有名的歌女。但她与少爷的爱情却遭到了老爷的阻拦，于是少女忍痛同少爷断绝关系。后来几经波折，两人终于打破门第观念的障碍而结合:85:310。影片虽然在主题开掘上有些幻想成分和主观意识，但在艺术处理上与当时其他影片相比有许多新颖之处，如对比手法的运用，风景镜头的穿插等都独具特色，影片中的《寻兄词》则是中国第一支电影歌曲:21-22。
《小玩意》体现了孙瑜作为爱国、进步艺术家的追求。它描写以太湖边上卖小玩意为生的手艺人叶大嫂的生活和命运，概括了自第一次世界大战到“一·二八”抗战的历史内容，表现了中国人民的重重灾难。影片着力刻画了聪明、能干、热情、泼辣的叶大嫂的形象，表现了她锐意求生的意志和抗日爱国的热忱。再后来的《大路》中，孙瑜的手法更加成熟了。
孙瑜曾在美国专攻电影，因此特别注重电影本身的特性，他的影片具有流畅的叙事技巧和剪接方法，追求优美、抒情的画面造型和富于表现力的镜头。他在中国最早用空中摄影镜头和跟、拉、升降、连续拍摄的长镜头，对电影语言的探索作出了重要贡献。孙瑜还十分注重电影的趣味性，注重娱乐性，注重影片的浪漫情怀。所以孙瑜被称为“诗人导演”，他的影片形成了中国影坛的清新之风。1990年，孙瑜在上海逝世。

### 《武训传》的创作
1949年，孙瑜有感于武训“行乞办学”的可贵精神，拍摄了影片《武训传》，却被点名批判，因此遭到了长期迫害 。